# Allakaket (Alaska)
Allakaket es una ciudad situada en el área censal de Yukón–Koyukuk en el estado estadounidense de Alaska. Según el censo de 2010 tenía una población de 105 habitantes.

## Geografía y clima
Allakaket se encuentra en la orilla sur del río Koyukuk, al suroeste de su confluencia con el río Alatna, aproximadamente 310 km al noroeste de Fairbanks y 92 km río arriba de Hughes. El pueblo de Alatna  está situado justo frente al río.
El área posee un  clima continental frío, con diferencias de temperatura extremas. El promedio de temperatura máxima en julio es 21 °C. La media de las mínimas en enero es muy por debajo de cero y las temperaturas por debajo de -40 °C son habituales. La temperatura más alta jamás registrada fue 34 °C y la más baja fue -59 °C. El promedio de precipitaciones es de 330 mm y las nevadas anuales es de 1.800 mm. El río Koyukuk está libre de hielo desde junio hasta octubre.

## Demografía
Según el censo de 2010, Allakaket tenía una población en la que el 1,0% eran blancos, 0,0% afroamericanos, 95,2% amerindios, 0,0% asiáticos, 0,0% isleños del Pacífico, el 0,0% de otras razas, y el 3,8% pertenecían a dos o más razas. Del total de la población el 0,0% eran hispanos o latinos de cualquier raza.

## Localidades adyacentes
El siguiente diagrama muestra a las localidades más próximas a Allakaket.